# Violencia doméstica en China
La violencia doméstica en China implica violencia o abuso por parte de parejas íntimas o familiares entre sí. La violencia de pareja íntima (IPV) por parte del hombre es el tipo más común de violencia doméstica en China; un informe del American Journal of Public Health de 2005 encontró que 1 de cada 4 mujeres chinas habrían experimentado violencia física por parte de su pareja en el último año. Aunque China reconoció que la violencia doméstica era un problema en la década de 1930,solo se ha convertido en un problema visible en las últimas décadas debido a los cambios económicos y sociales en la década de 1980.
La violencia doméstica se define legalmente en el artículo 2 de la Ley de Violencia Doméstica de 2015 como "incondensiones físicas, psicológicas o de otro tipo entre los miembros de la familia afectados por el uso de métodos como palizas, restricciones, mutilaciones, restricciones a la libertad física, así como abuso verbal o intimidación recurrentes". Aunque la definición legal se limita a los miembros de la familia, la violencia doméstica también puede ocurrir entre parejas solteras, LGBT y otras parejas domésticas.

## Historia y causas
Históricamente, las familias chinas seguían una estructura jerárquica en la que el marido tenía autoridad sobre la mayoría de las decisiones del hogar. Este orden patriarcal tiene sus raíces en el confucianismo, que establece códigos de conducta para las mujeres que normalmente las colocan por debajo de sus maridos.En particular, las Tres Obediencias y las Cuatro Virtudes piden a la esposa que obedezca a su padre, marido e hijo mientras mantiene un estilo de vida modesto y moral. Si bien el confucianismo también aboga por la armonía social y la paz, golpear a la esposa se consideraba una forma adecuada de disciplinarla.Como el hogar era el dominio del hombre, cualquier violencia que cometiera contra su esposa se veía generalmente como un asunto privado de su familia y posteriormente se ignoraba.
Como consecuencia de la estructura jerárquica, el esposo ha sido tradicionalmente el principal proveedor de la familia, mientras que la esposa ha sido la cuidadora; esta relación era incluso evidente en el idioma chino, ya que uno de los caracteres tradicionales para una mujer (chino simplificado: 妇女; chino tradicional: 婦女; Pinyin: fùTeniendo solo un papel reproductivo en la familia, la esposa solía depender del marido y, por lo tanto, no podía protestar o irse cuando fue golpeada. Además, el acto de protestar contra el marido no solo interrumpió la armonía social de la familia, sino que también demostró una falta de obediencia y modestia: si una esposa abandonara a su marido, deshonra a su familia y provocaría el desdén de la comunidad.
A principios del siglo XX, el bateo de la esposa seguía siendo una práctica que se ocurría regularmente y se consideraba una herramienta aceptable para afirmar el dominio masculino.Aunque había organizaciones como la Federación de Mujeres de Toda China (ACWF) establecida por el Partido Comunista Chino, estas organizaciones establecidas por el estado no hicieron mucho esfuerzo en cuestiones de violencia doméstica a mediados del siglo XX.
Después de la década de 1980, una mezcla de factores que incluían la creciente presencia internacional de China, la mejora de las oportunidades académicas y de empleo para las mujeres y un clima político más abierto condujo a fortalecer los esfuerzos para abordar la violencia doméstica y, en particular, la violencia contra las mujeres.Esto incluyó iniciativas locales, como el trabajo de Liang Jun, que hizo campaña contra la violencia doméstica, particularmente en las comunidades rurales en la década de 1980.
Un factor importante para este cambio fue la participación de China en varias conferencias de las Naciones Unidas dirigidas a las mujeres y los problemas familiares en la década de 1990.La Conferencia Mundial sobre la Mujer, organizada en China en 1995, en particular, permitió a los activistas chinos ponerse en contacto con numerosas organizaciones internacionales de mujeres y discutir abiertamente el tema de la violencia doméstica. Durante este período, se estaban fundando organizaciones de mujeres de base como el Instituto de Investigación de la Mujer, entrando en un campo de activismo que solo el ACWF ocupaba históricamente.
A medida que crecía la conciencia pública sobre el tema de la violencia doméstica, comenzaron a aparecer estudios iniciales sobre la violencia doméstica. Diferentes estudios realizados por el ACWF, el Instituto de Matrimonio y la Familia de Beijing, el Instituto de Investigación de Población de la Academia China de Ciencias Sociales y otras organizaciones informaron tasas del 1,6 % de las mujeres a aproximadamente una cuarta parte de las mujeres que fueron golpeadas por sus maridos en algún momento. Como no había estudios disponibles para comparar estas cifras con antes de la década de 1980, era difícil hacer evaluaciones cualitativas sobre los diferentes resultados; sin embargo, los investigadores dudaban de que estas cifras fueran una representación precisa de la escala de la violencia doméstica en China.

## Prevención
La violencia doméstica se mencionó por primera vez en el Programa Nacional para el Desarrollo de la Mujer de 1995, que pedía que la prevención de la violencia doméstica fuera una gran prioridad.Aunque esta fue la primera vez que se mencionaba explícitamente la violencia doméstica, ya se había hecho implícitamente ilegal por varios documentos legales. La Constitución de la República Popular China, los Principios Generales de la Ley Civil de la República Popular China, la Segunda Ley de Matrimonio de 1980 y la Ley de Protección de los Derechos e Intereses de la Mujer contienen disposiciones que prohíben el abuso de las mujeres y los miembros de la familia en general.A pesar de que la violencia doméstica había sido implícita y luego oficialmente ilegal, en realidad no había mecanismos a través de los cuales las mujeres maltratadas pudieran buscar reparaciones legales en el siglo XX.

### Ley

#### Enmienda de la Ley de Matrimonio de 2001
La primera forma de defensa legal para las víctimas de violencia doméstica apareció en la enmienda de 2001 a la Segunda Ley de Matrimonio.En una interpretación judicial de la ley, el Tribunal Popular Supremo definió legalmente la violencia doméstica como "comportamiento hacia un miembro de la familia que resulta en consecuencias perjudiciales físicas, emocionales o de otras maneras al 'golpear, atar, herir, restringir por la fuerza la libertad personal o por otros medios". La enmienda incluía tres cambios importantes:
- El artículo 32(3)(2) sostiene que si la mediación falla, se permitirá el divorcio si hay casos de violencia familiar, maltrato o abandono.
- El artículo 43 pide al comité de vecinos o al comité de aldeanos que median en casos de violencia familiar, tomen medidas para detener la violencia e impongan sanciones administrativas al delincuente.
- El artículo 46(3) y (4) otorga a la víctima de violencia doméstica el derecho a reclamar una indemnización.

Las enmiendas de 2005 a la Ley de Protección de la Mujer afirmaron las medidas adoptadas en las enmiendas a la Ley de Matrimonio. En particular, las enmiendas a la Ley de Protección de la Mujer dio un paso adelante y declararon explícitamente en el artículo 46 que "la violencia doméstica contra las mujeres está prohibida". 

#### Ley de Violencia Doméstica de 2015
En noviembre de 2014, el Consejo de Estado propuso la primera ley de violencia doméstica de China. La ley fue aprobada por el Parlamento en julio de 2015 y entró en vigor el 1 de marzo de 2016.La ley reafirma los avances realizados en leyes anteriores y ofrece algunas disposiciones novedosas:
- El artículo 6 hace hincapié en la necesidad de más publicidad y educación sobre el tema en las escuelas y en los medios de comunicación.
- El artículo 19 pide a las organizaciones de asistencia jurídica que proporcionen asistencia jurídica a las víctimas de violencia doméstica y que los tribunales "retrasen, reduzcan o renuncien a las tarifas de litigio para las víctimas de violencia doméstica de acuerdo con la ley".
- El artículo 21 faculta a los tribunales para revocar la tutela y nombrar a otro tutor en casos de abuso infantil (y requiere que los delincuentes continúen proporcionando apoyo financiero).
- El artículo 23 permite a las víctimas de violencia doméstica solicitar una orden de protección de seguridad personal (el equivalente a una orden de restricción).
- El artículo 37 amplía la ley para cubrir la violencia doméstica entre personas que no son miembros de la familia.

#### Restricción de divorcio "Período de enfriamiento" de 2021
En un esfuerzo por combatir las crecientes tasas de divorcio de la nación, el gobierno chino implementó el 1 de enero de 2021 el "período de enfriamiento" obligatorio (chino simplificado: 冷静期; chino tradicional: 冷靜期; pinyin: lěng jìng qī) elEs parte del primer código civil de China, aprobado por el Congreso Nacional del Pueblo el 29 de mayo de 2020. El código civil requiere que las parejas chinas que solicitan un divorcio consensuado esperen 30 días para reconsiderar su decisión de presentar la solicitud. Según sus creadores, el propósito del "período de enfriamiento" es desalentar los divorcios impulsivos, especialmente para las parejas con hijos pequeños. Las solicitudes de divorcio no se procesan hasta que hayan terminado los 30 días.
Los artículos 1076, 1077 y 1078 del Código Civil estipulan lo siguiente:
- El divorcio consensuado debe ser un proceso de cinco pasos: solicitud, aceptación, período de enfriamiento, revisión y registro (certificación).
- Si un cónyuge cambia de opinión sobre el divorcio dentro del período de un mes, la solicitud de divorcio puede retirarse.
- Dentro de los 30 días posteriores al final del "período de enfriamiento", ambas partes deben solicitar la emisión de un certificado de divorcio.
- Si alguna de las partes no solicita un certificado de divorcio dentro de los 30 días posteriores al "período de enfriamiento", la solicitud de divorcio se retirará.

Aunque el "período de enfriamiento" no se aplica a los cónyuges que buscan el divorcio debido a la violencia doméstica o los asuntos extramatrimoniales,ha recibido críticas por no proteger a las mujeres del abuso doméstico de sus maridos. La prominente feminista china Li Tingting cree que la ley tiene el potencial de dañar los derechos de las mujeres, ya que la tasa de determinación de la violencia doméstica en los casos de divorcio es baja en la práctica judicial.Además, los usuarios en línea en plataformas como Weibo también expresaron su frustración por la participación del gobierno en las relaciones interpersonales privadas, utilizando el hashtag "oposición al período de enfriamiento del divorcio".

#### Directrices de julio de 2022 del Tribunal Popular Supremo
En 2022, el tribunal más alto de China emitió directricesque facilitan a las víctimas de violencia doméstica la obtención de órdenes de protección personal. Las directrices amplían la definición de violencia doméstica para incluir conductas adicionales como acecho, acoso y abuso verbal; también bajan el umbral de pruebas.

### Otros esfuerzos

#### Servicios legales y entidades gubernamentales
Según el informe publicado en 2017 sobre la implementación de la Ley de Violencia Doméstica de 2015, hay más de 2.000 refugios para las víctimas de violencia doméstica en todo el país. Sin embargo, la mayoría de estos refugios no están muy bien equipados para proporcionar asistencia a las víctimas a menudo porque no tienen los recursos para las necesidades básicas de las víctimas o el personal no está lo suficientemente informado sobre cómo ayudar a las víctimas de violencia doméstica.
Algunos centros de servicios de trabajo social, organizaciones de derechos de las mujeres y centros de apoyo legal para mujeres y niños también proporcionaron refugio y apoyo legal a las víctimas y/o lanzaron campañas locales contra la violencia doméstica.

#### Campañas de base
En el Día de San Valentín de 2012, un grupo de activistas feministas chinas, incluida Li Tingting, se vistió de novias en las calles de Beijing con vestidos de novia con manchas rojas para representar la sangre y un maquillaje pesado como si fueran golpeados. Algunos de ellos también levantaron carteles con eslóganes contra la violencia doméstica.En diciembre de 2012, más jóvenes activistas de los derechos de las mujeres chinas salieron a la calle para protestar contra la violencia doméstica de manera similar en cinco grandes ciudades chinas: Hangzhou, Shanghái, Guangzhou, Xi'an y Dongguan.[Más tarde, en 2013 y 2014, se produjeron actuaciones similares en la calle en otras ciudades, como Zhengzhou, Yunnan y Shenzhen. Históricamente, se les conoce colectivamente como la campaña "The Bloody Brides".

## Estadísticas
Si bien la violencia contra las mujeres es la manifestación más común de la violencia doméstica, no es la única forma. La violencia doméstica incluye la violencia contra cualquier miembro dentro de un hogar por parte de un familiar o pareja. Una encuesta de 2004 realizada por la ACWF encontró que el 16 % de las familias experimentan violencia entre hombres y mujeres, mientras que el 30 % de las familias habían sufrido violencia doméstica en general.En años más recientes, la Oficina Nacional de Estadísticas de China y la Tercera Encuesta sobre el Estado Social de la Mujer de la ACWF informaron que solo en el año 2010, el 24,7 % de las mujeres de entre 24 y 60 años experimentaron violencia doméstica en diferentes formas solo en el año 2010 y la ACWF recibió alrededor de 40.000 y 50.000 quejas sobre violencia doméstica.

### Abuso Infantil
Con respecto a los niños, la violencia doméstica en China es un tema en gran medida ignorado debido a la nebulosa distinción entre disciplina y abuso infantil. Aunque es un sentimiento más común antes de la década de 1980, el dicho "golpear es cuidar y regañar es intimidad" todavía tiene tracción para algunas familias. Un estudio de menores de Hong Kong en mayo de 1998 encontró que el 52,9% de las familias chinas experimentaron casos de violencia menor (tirar objetos, empujar, abofetear) contra niños, y el 46,1 % de las familias chinas experimentaron casos de violencia grave (patear, golpear, amenazar o golpear con un arma).[Una encuesta de 2001 realizada por la Sociedad Jurídica de China corroboró estos resultados, encontrando que el 71,9 % de las 3543 personas encuestadas habían sido golpeadas por sus padres cuando eran niños.
El estudio de Hong Kong encontró además que los niños de 3 a 6 años tenían más probabilidades de sufrir abuso infantil, y los niños tenían más probabilidades de sufrir violencia grave por parte de sus padres que las niñas. La probabilidad de abuso físico también aumentó si un niño no tenía hermanos. Estas tendencias reflejan en gran medida la relación interconectada entre el abuso y la disciplina en las familias chinas: los padres generalmente ven a los hijos y a los hijos solteros como el futuro del hogar y, en consecuencia, son más estrictos con su crianza.A pesar de su prevalencia, el abuso infantil se toma a la ligera en el sistema legal chino. En 1998, los casos de maltrato infantil comprendieron el 0,29 % de todos los casos del Tribunal Popular de Beijing.

### Violencia de género
Una encuesta de Perspectivas Internacionales de Planificación Familiar de 2004 encontró que, incluida la violencia mutua, el 34 % de los encuestados habían experimentado violencia masculina contra mujeres y el 18 % había sufrido violencia entre mujeres. Además, el 12 % de las mujeres y el 5 % de los hombres informaron sufrir violencia grave. En un metaestudio de 2008 de varios estudios sobre la IPV, se descubrió que el 19,7 % de las mujeres habían sufrido violencia por parte de sus parejas masculinas en algún momento, mientras que el 16,8 % de las mujeres experimentaron violencia en el año pasado. Del mismo modo, aproximadamente el 10 % de las mujeres habían sufrido violencia sexual en algún momento de su vida, mientras que el 5,4 % de las mujeres han sufrido violencia sexual en el último año.Los hombres también son más propensos que las mujeres a reconocer que la esposa había sufrido violencia en su relación, lo que atestigua el fenómeno general de la denuncia con violencia masculina contra mujer. La violencia doméstica también aumentó con los celos sexuales, con la violencia entre hombres y mujeres cada vez más probable si la mujer estaba celosa y el golpe mutuo era más probable si el hombre estaba celoso.